# 1964-es Le Mans-i 24 órás verseny
A 32. Le Mans-i 24 órás versenyt 1964. június 20. és június 21. között rendezték meg.

## Végeredmény
|    | Kategória | #  | Csapat                                           | Versenyzők                             | Modell                       | Motor                   | Körök |
| -- | --------- | -- | ------------------------------------------------ | -------------------------------------- | ---------------------------- | ----------------------- | ----- |
| 1  | P 5.0     | 20 | SpA Ferrari SEFAC                                | Jean Guichet Nino Vaccarella           | Ferrari 275P                 | Ferrari 3.3L V12        | 349   |
| 2  | P 5.0     | 14 | Maranello Concessionaires                        | Graham Hill Jo Bonnier                 | Ferrari 330P                 | Ferrari 4.0L V12        | 344   |
| 3  | P 5.0     | 19 | SpA Ferrari SEFAC                                | John Surtees Lorenzo Bandini           | Ferrari 330P                 | Ferrari 4.0L V12        | 337   |
| 4  | GT +3.0   | 5  | Shelby-American Inc.                             | Dan Gurney Bob Bondurant               | Shelby Cobra Daytona         | Ford 4.7L V8            | 334   |
| 5  | GT 3.0    | 24 | Ecurie Nationale Belge                           | Lucien Bianchi Jean Blaton             | Ferrari 250 GTO              | Ferrari 3.0L V12        | 333   |
| 6  | GT 3.0    | 25 | Maranello Concessionaires                        | Innes Ireland Tony Maggs               | Ferrari 250 GTO              | Ferrari 3.0L V12        | 328   |
| 7  | GT 2.0    | 34 | Auguste Veuillet                                 | Robert Buchet Guy Ligier               | Porsche 904/4 GTS            | Porsche 2.0L Flat-4     | 323   |
| 8  | GT 2.0    | 33 | Racing Team Holland                              | Ben Pon Henk van Zalinge               | Porsche 904/4 GTS            | Porsche 2.0L Flat-4     | 319   |
| 9  | GT 3.0    | 27 | North American Racing Team (NART) Fernand Tavano | Fernand Tavano Bob Grossman            | Ferrari 250 GTO              | Ferrari 3.0L V12        | 315   |
| 10 | GT 2.0    | 31 | Porsche System Engineering                       | Gerhard Koch Heinz Schiller            | Porsche 904/4 GTS            | Porsche 2.0L Flat-4     | 315   |
| 11 | GT 2.0    | 35 | Scuderia Filipinetti                             | Herbert Müller Claude Sage             | Porsche 904/4 GTS            | Porsche 2.0L Flat-4     | 309   |
| 12 | GT 2.0    | 32 | "Franc"                                          | Jacques Dewes Jean Kerguen             | Porsche 904/4 GTS            | Porsche 2.0L Flat-4     | 308   |
| 13 | GT 1.6    | 57 | Scuderia St. Ambroeus                            | Roberto Bussinello Bruno Deserti       | Alfa Romeo Giulia TZ         | Alfa Romeo 1.6L I4      | 307   |
| 14 | P +5.0    | 1  | Auguste Veuillet                                 | Pierre Noblet Edgar Berney             | Iso Grifo A3C                | Chevrolet 5.4L V8       | 307   |
| 15 | GT 1.6    | 41 | Scuderia St. Ambroeus                            | Giampiero Biscaldi Giancarlo Sala      | Alfa Romeo Giulia TZ         | Alfa Romeo 1.6L I4      | 305   |
| 16 | P 5.0     | 23 | Ecurie Nationale Belge                           | Pierre Dumay Gerard Langlois van Ophem | Ferrari 250LM                | Ferrari 3.3L V12        | 298   |
| 17 | P 3.0     | 46 | Société des Automobiles Alpine                   | Roger Delageneste Henry Morrogh        | Alpine M64                   | Renault-Gordini 1.1L I4 | 292   |
| 18 | GT +3.0   | 64 | Société Chardonnet                               | Régis Fraissinet Jean de Mortemart     | AC Cobra                     | Ford 4.7L V8            | 289   |
| 19 | GT 2.0    | 37 | British Motor Corporation                        | Paddy Hopkirk Andrew Hedges            | MG B Hardtop                 | MG 1.8L I4              | 287   |
| 20 | P 3.0     | 59 | Société des Automobiles Alpine                   | Roger Masson Teodore Zeccoli           | Alpine M63                   | Renault-Gordini 1.0L I4 | 284   |
| 21 | P 3.0     | 50 | Standard Triumph                                 | David Hobbs Rob Slotemaker             | Triumph Spitfire             | Triumph 1.1L I4         | 272   |
| 22 | GT 1.3    | 43 | Team Elite '62                                   | Clive Hunt John Wagstaff               | Lotus Elite Mk14             | Coventry Climax 1.2L I4 | 266   |
| 23 | GT 1.3    | 52 | Société Automobiles René Bonnet                  | Philippe Farjon Serge Lelong           | René Bonnet Aérodjet         | Renault-Gordini 1.1L I4 | 260   |
| 24 | P 3.0     | 53 | Donald Healey Motor Company                      | Clive Baker William Bradley            | Austin-Healey Sprite Sebring | BMC 1.1L I4             | 257   |

## Nem értékelhető
|    | Kategória | #  | Csapat                         | Versenyzők                  | Modell     | Motor                   | Körök |
| -- | --------- | -- | ------------------------------ | --------------------------- | ---------- | ----------------------- | ----- |
| 25 | P 3.0     | 47 | Société des Automobiles Alpine | Mauro Bianchi Jean Vinatier | Alpine M63 | Renault-Gordini 1.0L I4 | 230   |

## Nem ért célba
|    | Kategória | #  | Csapat                            | Versenyzők                              | Modell                    | Motor                            | Körök |
| -- | --------- | -- | --------------------------------- | --------------------------------------- | ------------------------- | -------------------------------- | ----- |
| 26 | P 3.0     | 30 | Porsche System Engineering        | Colin Davis Gerhard Mitter              | Porsche 904/8             | Porsche 2.0L Flat-8              | 244   |
| 27 | GT +3.0   | 18 | Michael Salmon                    | Michael Salmon Peter Sutcliffe          | Aston Martin DP214        | Aston Martin 3.7L I6             | 235   |
| 28 | P 3.0     | 48 | Société Automobiles René Bonnet   | Robert Bouharde Michel de Bourbon-Parma | René Bonnet Aérodjet      | Renault-Gordini 1.1L I4          | 216   |
| 29 | P 5.0     | 10 | Ford Motor Company                | Phil Hill Bruce McLaren                 | Ford GT40 Mk.I            | Ford 4.2L V8                     | 192   |
| 30 | GT +3.0   | 16 | Peter Lindner                     | Peter Lindner Peter Nöcker              | Jaguar E-Type Lightweight | Jaguar 3.8L I6                   | 149   |
| 31 | P 3.0     | 65 | Standard Triumph                  | Jean-François Piot Jean-Louis Marnat    | Triumph Spitfire          | Triumph 1.1L I4                  | 140   |
| 32 | P 3.0     | 29 | Porsche System Engineering        | Edgar Barth Herbert Linge               | Porsche 904/8             | Porsche 2.0L Flat-8              | 139   |
| 33 | P 3.0     | 54 | Société des Automobile Alpine     | Philippe Vidal Henri Grandsire          | Alpine M64                | Renault-Gordini 1.1L I4          | 133   |
| 34 | GT +3.0   | 6  | Briggs S. Cunningham              | Chris Amon Jochen Neerpasch             | Shelby Cobra Daytona      | Ford 4.7L V8                     | 131   |
| 35 | P 3.0     | 45 | S.E.C.A. CD                       | Pierre Lelong Guy Verrier               | CD 3                      | Panhard 1.2L Supercharged Flat-2 | 124   |
| 36 | GT +3.0   | 9  | Rootes Group                      | Peter Procter Jimmy Blumer              | Sunbeam Tiger Thunderbolt | Ford 4.3L V8                     | 118   |
| 37 | GT 3.0    | 26 | North American Racing Team (NART) | Ed Hugus José Rosinski                  | Ferrari 250 GTO           | Ferrari 3.0L V12                 | 114   |
| 38 | P 5.0     | 2  | Maserati France                   | André Simon Maurice Trintignant         | Maserati Tipo 151/1       | Maserati 4.9L V8                 | 99    |
| 39 | GT +3.0   | 17 | P.J. Sargent                      | Peter Sargent Peter Lumsden             | Jaguar E-Type Lightweight | Jaguar 3.8L I6                   | 80    |
| 40 | P 3.0     | 44 | S.E.C.A. CD                       | Alain Bertaut André Guilhaudin          | CD 3                      | Panhard 1.2L Supercharged Flat-2 | 77    |
| 41 | GT +3.0   | 3  | AC Cars Ltd.                      | Peter Bolton Jack Sears                 | AC Cobra Coupe            | Ford 4.7L V8                     | 77    |
| 42 | P 5.0     | 21 | SpA Ferrari SEFAC                 | Mike Parkes Ludovico Scarfiotti         | Ferrari 275P              | Ferrari 3.3L V12                 | 71    |
| 43 | P 5.0     | 22 | SpA Ferrari SEFAC                 | Giancarlo Baghetti Umberto Maglioli     | Ferrari 275P              | Ferrari 3.3L V12                 | 69    |
| 44 | P 5.0     | 11 | Ford Motor Company                | Richie Ginther Masten Gregory           | Ford GT40 Mk.I            | Ford 4.2L V8                     | 63    |
| 45 | P 3.0     | 56 | Société Automobiles René Bonnet   | Pierre Monneret Jean-Claude Rudaz       | René Bonnet Aérodjet      | Renault-Gordini 1.0L I4          | 62    |
| 46 | P 5.0     | 15 | North American Racing Team (NART) | Pedro Rodríguez Skip Hudson             | Ferrari 330P              | Ferrari 4.0L V12                 | 58    |
| 47 | P 5.0     | 12 | Ford Motor Company                | Richard Attwood Jo Schlesser            | Ford GT40 Mk.I            | Ford 4.2L V8                     | 58    |
| 48 | P 3.0     | 55 | Société Automobiles René Bonnet   | Jean-Pierre Beltoise Gérard Laureau     | René Bonnet Aérodjet      | Renault-Gordini 1.1L I4          | 54    |
| 49 | GT 1.6    | 40 | Scuderia St. Ambroeus             | Fernand Masoreo Jean Rolland            | Alfa Romeo Giulia TZ      | Alfa Romeo 1.6L I4               | 47    |
| 50 | P 3.0     | 60 | Société Automobiles René Bonnet   | Bruno Basini Roland Charriére           | René Bonnet RB5           | Renault-Gordini 1.2L I4          | 44    |
| 51 | GT +3.0   | 8  | Rootes Group                      | Claude Dubois Keith Ballisat            | Sunbeam Tiger Thunderbolt | Ford 4.3L V8                     | 37    |
| 52 | P 3.0     | 49 | Standard Triumph                  | Michael Rothschild Bob Tullius          | Triumph Spitfire          | Triumph 1.1L I4                  | 23    |
| 53 | P 3.0     | 42 | Lawrence Tune Engineering         | Chris J. Lawrence Gordon Spice          | Deep Sanderson 301        | BMC 1.3L I4                      | 13    |
| 54 | GT 1.6    | 38 | Royal Elysées                     | René Richard "Pierre Gelé"              | Lotus Elan                | Lotus 1.6L I4                    | 7     |
| 55 | P 5.0     | 58 | North American Racing Team (NART) | David Piper Jochen Rindt                | Ferrari 250LM             | Ferrari 3.3L V12                 | 0     |